# Těžký kulomet vz. 24
Těžký kulomet vz. 24 je československý vodou chlazený těžký kulomet, vyráběný podle systému Schwarzlose, používaného již v Rakousko-uherské armádě.
V letech 1921–1923 zkoušela Československá armáda některé nové modely těžkého kulometu, ale ty nijak nepřesvědčily. Zůstalo tedy u kulometu Schwarzlose, který byl ve výzbroji z doby Rakouska-Uherska v hojném počtu. Problém byl v tom, že bylo rozhodnuto, že dojde ke sjednocení ráže všech používaných pušek a kulometů na ráži 7,92 mm dle systému Mauser. Proto bylo nutno upravit i kulomet Schwarzlose, který užíval střelivo ráže 8 mm Mannlicher. V konkurenčním boji se prosadila firma Zbrojovka Janeček, která adaptovala tento kulomet na požadovanou ráži. Přestavba kulometů pod označením 7/24 byla ukončena v roce 1928, kdy firma začala vyrábět nové kulomety, označené jako vz. 24. Kulomet neměl výrazné nevýhody a v novém provedení byl výkonný a spolehlivý.

## Technické údaje
- Výrobce: Zbrojovka Janeček
- Ráže: 7,92 mm
- Délka hlavně: 630 mm
- Úsťová rychlost: 835 m/s
- Dostřel: 3500 m
- Kadence: 520 ran za minutu
- Hmotnost: 24,5 kg
- Hmotnost podstavce: 19,7 kg

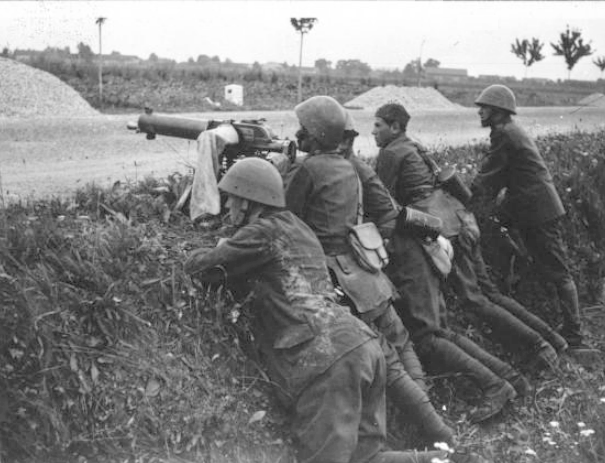
Těžký kulomet vz. 24 během manévrů čs. armády

- Druh munice: látkový pás s 250 náboji

## Export
- Čína
- Kolumbie
- Brazílie
- Turecko